# نبوية موسى
نبوية موسى محمد بدوية هي أول فتاة مصرية تحصل على شهادة البكالوريا وأول ناظرة مصرية لمدرسة ابتدائية. تعد نبوية موسى كاتبة ومفكرة وأديبة مصرية، وهي إحدى رائدات التعليم والعمل الاجتماعي خلال النصف الأول من القرن العشرين، وهي أول ناظرة مصرية، وكانت من رعاة الدكتورة سميرة موسى عالمة الذرة المصرية، وكانت من رائدات العمل الوطني وتحرير المرأة والحركات النسائية المصرية القرن الماضي. كانت المساواة شعار نبوية موسى؛ فلم تقبل أن تأخذ المرأة نصف راتب الرجل، فقررت دخول معركة البكالوريا -الشهادة الجامعية- لتتساوى مع خريجى المعلمين العليا، ولذلك أنشأت الحكومة لجنة خاصة لامتحانها ونجحت في النهاية.

## نشأتها
ولدت نبوية موسى محمد بدوية في 17 ديسمبر 1886 بقرية كفر الحكما بندر الزقازيق، محافظة الشرقية. كان والدها ضابطًا بالجيش المصري برتبة يوزباشي، يمتلك في بلدته بمديرية القليوبية منزلًا ريفيًا كبيرًا وبضعة فدادين يؤجرها حين يعود لمقر عمله. ويشار إلى سفر والد نبوية إلى السودان قبل ميلادها بشهرين؛ فنشأت يتيمة الأب ولم تره كما تقول إلا في المنام. عاشت هي ووالدتها وشقيقها محمد موسى، الذي يكبرها بعشر سنوات، في القاهرة؛ لوجود أخيها بالمدرسة، واعتمدت الأسرة على معاش الأب وما تركه من أطيان. وفي طفولتها ساعدها شقيقها على تعلم القراءة والكتابة في المنزل، فتعلمت نبوية مبادئ القراءة والكتابة، وعلمت نفسها مبادئ الحساب، وعلمها أخوها اللغة الإنجليزية. ويشار إلى تعلمها الكتابة عن طريق محاكاة النصوص المكتوبة. ولما بلغت نبوية الثالثة عشرة من عمرها تطلعت لاستكمال تعليمها، غير أنها لم تجد أي مساندة من عائلتها عند اتخاذها هذا القرار، وجاء بعض من ردود كبار العائلة لنبوية صادمة ومنها: «عيب، مش أصول بنات العائلات، سفور وقلة حياء». وقال لها عمها «البنت للغزل مش للخط.»
تقدمت للالتحاق بالمدرسة السنية للبنات بالرغم من معارضة أسرتها. ذهبت نبوية سراً إلى المدرسة، متخفية في ملابس خادمة ثم تقمصت دور أم تسأل عن تعليم ابنتها فقالوا لها أنه يجب تقديم طلب موقع بختم ولي الأمر حيث سرقت ختم والدتها، وكما تقول في كتابها «تاريخي بقلمي» لتقدم هي لنفسها بدلاً من ولية أمرها، وباعت سوارًا من الذهب حتى تحمل المدرسة على قبول طلبها الذي جعلته بمصروفات. فحصلت في النهاية على دبلوم المعلمات عام 1908، بعد أن قضت سنتين تحت التمرين في التدريس وثبتت في وظيفتها كمعلمة، وفي هذه الفترة بدأت تكتب المقالات الصحفية وتنشرها في بعض الصحف، مثل «مصر الفتاة» و«الجريدة».
التحقت «نبوية موسى» بالقسم الخارجي للمدرسة السنية عام 1901 بالقاهرة، وحصلت على الشهادة الابتدائية سنة 1903، ثم التحقت بقسم المعلمات السنية، وأتمت دراستها في 1906، وعُينت معلمة بمدرسة عباس الأول الابتدائية للبنات بالقاهرة. ولما كان مرتب المعلمة الحاصلة علي دبلوم المعلمات السنية ستة جنيهات مصرية في الوقت الذي يعين فيه خريج المعلمين العليا من الرجال بمرتب اثني عشر جنيهاً، احتجت لدى المعارف فأجابتها بأن سبب التفرقة هو أن متخرجي المعلمين العليا حاصلون على شهادة البكالوريا «الثانوية العامة» ؛ فعقدت نبوية العزم على أن تحصل عليها واستعدت لها بمجهود ذاتي فلم يكن في مصر آنذاك مدارس ثانوية للبنات وتقدمت لهذا الامتحان متحدية مستشار التعليم الإنجليزي دانلوب، فأثارت ضجة في وزارة المعارف باعتبارها أول فتاة في مصر تجرؤ على التقدم لهذه الشهادة. وفي نهاية المطاف، نجحت نبوية في الامتحان وحصلت علي شهادة البكالوريا عام 1907 فكان لنجاحها ضجة كبرى، ثم حصلت على دبلوم المعلمات عام 1908.

### صدام
أثناء سفر والد نبوية إلى السودان، وانقطاع أخباره، تولّى الأخ الأكبر محمد رعاية شئون الأسرة؛ وتولّى تعليم شقيقته الصغيرة نبوية مبادئ القراءة والكتابة، واستطاعت بنباهتها تعلم بعض من الإنجليزية وأبيات من الشعر. لكن حبها للعلم، زاد من رغبتها في التعليم لتواجه أسرتها برغبتها في الالتحاق بالمدرسة السنية للبنات، وهنا بدأ الصدام. جاء بعض من ردود كبار العائلة لنبوية صادمة ومنها: «عيب، مش أصول بنات العائلات، سفور وقلة حياء». لكنها تحدت كل هذا، وصممت إلى أن وصل الأمر إلى «سرقة خاتم أمها الذهبي» لتكمل به مصاريف الالتحاق بمدرسة السنية بالقاهرة عام 1901، بعد أن كانت ابتاعت سوارًا لها لتقدمه مصاريفًا دراسية بالقسم الخارجي بالمدرسة، وبلغت المصاريف «سبعة جنيهات ونصف دفعة واحدة»، وقد ذكرت هذه التفاصيل بكتاب «حياتي بقلمي» الذي يحوي سيرتها الذاتية.

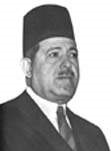
محمود النقراشي باشا

### نجاح
من الطريف أن كلا من محمود فهمي النقراشي (باشا)، وعباس محمود العقاد كانا بين زملائها في الدفعة، وقد تقدمت نبوية موسى عليهما في مادة اللغة العربية؛ حيث حصلت على 27 درجة في حين حصل الأول على 21.5 درجة، والثاني حصل على 26 درجة. وقد كانت نبوية موسى من العشرة الأوائل وسط 250 طالب في القطر المصري أغلبهم من الرجال. وفي هذا العام نجحت أربع فتيات فقط، ثم التحقت نبوية بالسنة الأولى في مدرسة معلمات السنية، وفي عام 1906 حصلت على دبلوم المعلمات ثم عينت مدرسة لغة عربية في مدرسة عباس الأول الأميرية بمرتّب أربعة جنيهات مصرية.

## حياتها الوظيفية
كان عملها بالتدريس، بمثابة تدخل سافر على عمل الرجال من وجهة نظرهم فقد اعتبروها هادمة البيوت وقاطعة أرزقاهم، وصاروا يتصيدون الأخطاء لها، وينتقدون أداءها، ويطالبون بفصلها. وبالمخالفة لما يثار عن أنها كانت تؤازر الاحتلال الانجليزي، فقد استغل هؤلاء المعلمون مقالاتها في مطبوعة “مصر الفتاة” التي كانت تكتبها تحت ضد الإنجليز تحت اسم مستعار، وأوصلوا نسخًا منها إلى ناظرة المدرسة التي تعمل بها. وعلى الرغم من أن ذلك أسس للخلاف بينهما، وكاد ليصل إلى حد فصل “موسى” نهائيًا من وزارة المعارف لأن القواعد تحظر على الموظفين الكتابة للصحف، لكن ثناء سعد زغلول باشا على كتاباتها ومقالاتها، كان سببًا في تحول موقف الناظرة.
في هذه الفترة بدأت نبوية تكتب المقالات الصحفية وتنشرها بعض الصحف المصرية مثل «مصر الفتاة» و«الجريدة». تناولت خلالها قضايا تعليمية واجتماعية وأدبية، كما ألفت كتابًا مدرسيًا بعنوان «ثمرة الحياة في تعليم الفتاة»، قررته نظارة المعارف للمطالعة العربية في مدارسها. وفي عام 1909، تولت نبوية نظارة المدرسة المحمدية الابتدائية للبنات بالفيوم، وبذلك أصبحت أول ناظرة مصرية لمدرسة ابتدائية. نجحت نبوية موسى في نشر تعليم البنات في الفيوم؛ فزاد الإقبال على المدرسة، وبعد ثمانية أشهر من العمل تعرضت لمتاعب ممن ينظرون إلي المرأة المتعلمة نظرة متدنية؛ فرشحها أحمد لطفي السيد ناظرة لمدرسة معلمات المنصورة. وهناك نهضت نبوية بالمدرسة نهضة كبيرة حتى حازت المركز الأول في امتحان كفاءة المعلمات الأولية. كما انتدبت الجامعة الأهلية المصرية عقب افتتاحها عام 1908م نبوية موسى مع ملك حفني ناصف ولبيبة هاشم لإلقاء محاضرات بالجامعة تهتم بتثقيف نساء الطبقة الراقية.
تعد الفترة فيما بين 1937 / 1943 من أزهى فترات نبوية موسى وأكثرها نشاطًا وحيوية وفاعلية، ففيها تعدت الخمسين من عمرها، وقامت إلى جانب إدارة مدارسها في القاهرة والإسكندرية بالمشاركة في الأنشطة التربوية العامة والمؤتمرات التعليمية، وألَّفت رواية تاريخية باسم «توب حتب» أو الفضيلة المضطهدة، التي كانت تحتوي الكثير من المناقشات العلمية والأخلاقية، وبطلة هذه الرواية هي «توب  حتب» رئيسة إحدى دور النظام التابعة لدير آمون حيث تدور أحداث الرواية. لكن نبوية كانت ترمز لمصر في حالتها الحاضرة. نشرت نبوية موسى أيضًا في هذه الفترة ديوانها الشعري، لأنها كانت شديدة الولع بالأدب والقراءة، وجاءت معظم قصائدها متعلقة بمناسبات.

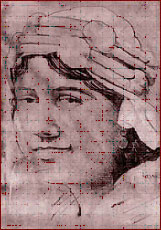
ملك حفني ناصف

### مساواة
كانت المساواة شعار نبوية موسى؛ فلم تقبل أن تأخذ المرأة نصف راتب الرجل. لذا، قررت دخول معركة البكالوريا -شهادة جامعية- لتتساوى مع خريجى المعلمين العليا وقد عملت الحكومة لجنة خاصة لامتحانها ونجحت في النهاية. وفي عام 1906 حصلت على دبلوم المعلمات ثم عينت معلمة لغة عربية في مدرسة عباس الأول الأميرية بمرتب أربعة جنيهات مصرية ترفع إلى ستة جنيهات بعد اجتياز مرحلة التمرين. وعندما وجدت أن خريجى المعلمين العليا يحصلون على ضعف هذا المرتب تقريبًا؛ تقدمت باحتجاج إلى وزارة المعارف تدين فيهِ هذه التفرقة فجاءها الرد بأن تلك التفرقة ترجع إلى أن خريجى المعلمين العليا حاصلون على البكالوريا «الثانوية العامة». ولقد ألفت موسى كتابا مدرسيا بعنوان «ثمرة الحياة في تعليم الفتاة»، قررته نظارة المعارف للمطالعة العربية في مدارسها، كما انتدبت الجامعة الأهلية المصرية إثر افتتاحها عام 1908م، نبوية موسى مع ملك حفني ناصف ولبيبة هاشم لإلقاء محاضرات بالجامعة تهتم بتثقيف سيدات الطبقة الراقية. قامت نبوية أيضًا بإنشاء مطبعة ومجلة أسبوعية نسائية باسم «الفتاة» صدر العدد الأول في 20 أكتوبر 1937م، واستمرت المجلة تصدر لمدة خمس سنوات. تسبب توجهها السياسي في عداء شديد مع حزب الوفد الذي ما إن تولى الحكم في فبراير 1942م، حتى سارع للانتقام من نبوية موسى فأغلق مدارسها ومجلتها كما تعرضت للتفتيش والمحاكمة والاعتقال.

### مؤامرة
استمر خصوم نبوية موسى في مؤامراتهم ضدها، واستطاعوا أن يقنعوا الإنجليز أن نبوية من الوطنيات المشتغلات بالسياسة فتم نقلها إلى القاهرة وأعيد تعيينها في المعارف بوظيفة وكيلة معلمات بولاق ثم تم ترقيتها في 1916م ناظرة لمدرسة معلمات الورديان بالإسكندرية. وظلت في هذه الوظيفة حتي عام 1920.

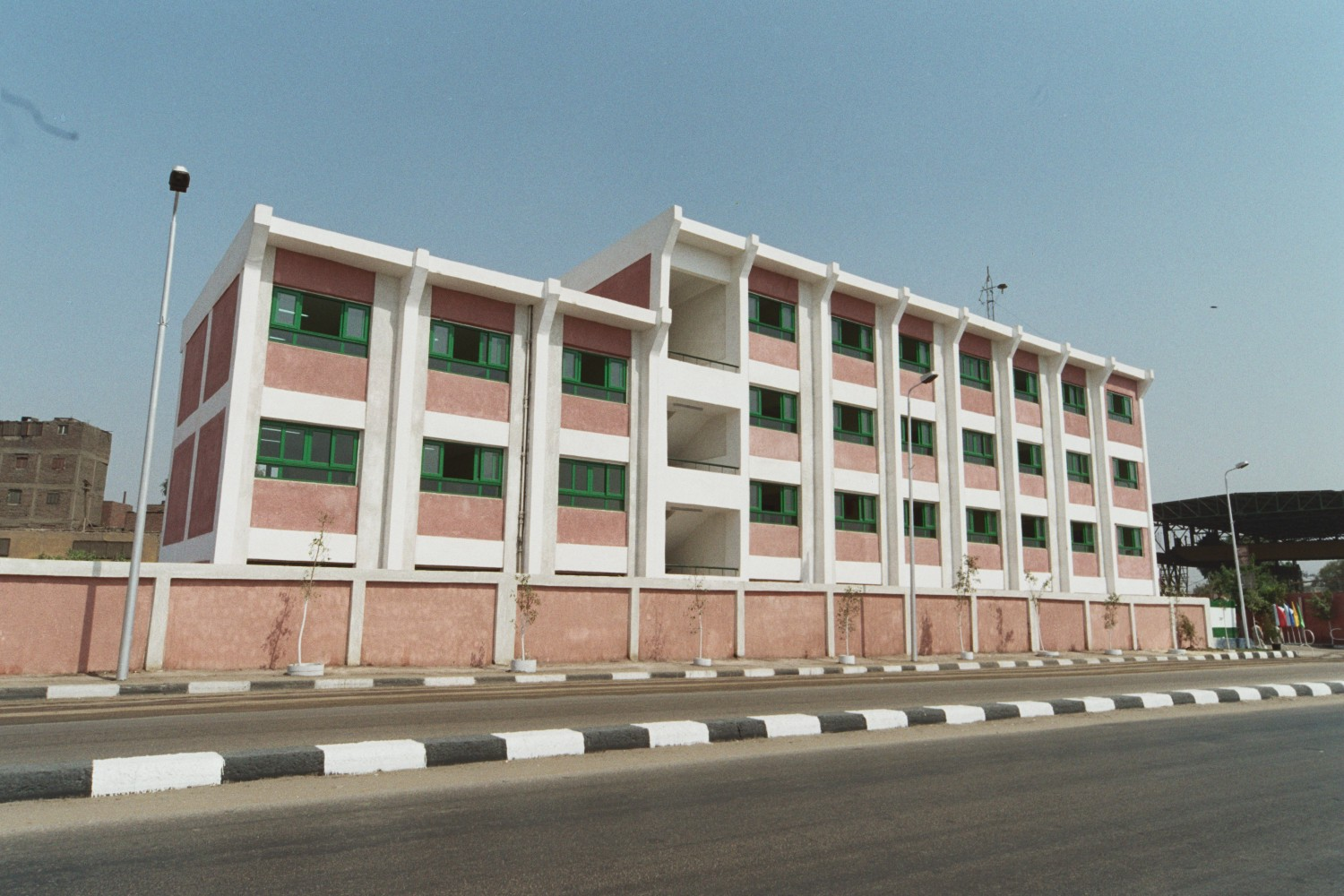
صورة لأحد المدارس الابتدائية في مصر.

### إصرار وتحدي
في حين لم يكن لنبوية موسى عمل فعلي في الوزارة، أخذت موسى منحى آخر؛ حيث بدأت تكتب في الصحف وتنشر مقالاتها في جريدة الأهرام. انتقدت نبوية في مقالاتها نظم التعليم في وزارة المعارف الأمر الذي أثار ثائرة المستشار الإنجليزي للمعارف فمنحها إجازة مفتوحة مدفوعة الأجر، واستغلت نبوية هذه الإجازة فسافرت إلي الإسكندرية عام 1920م، ونجحت بالاتفاق مع أعضاء جمعية ترقية الفتاة في تأسيس مدرسة ابتدائية حرة للبنات في الإسكندرية تولت إدارتها وأثبتت كفاءة ونجاحًا كبيرين. كما قامت في عام 1920 بنشر كتابها عن المرأة والعمل دافعت فيه عن حقوق المرأة، وشاركت أيضاً في الحركة النسائية وسافرت ضمن الوفد النسائي المصري إلي مؤتمر المرأة العالمي المنعقد في روما عام 1923، وأثار ذلك خصومها فتم نقلها إلى القاهرة بوظيفة كبيرة مفتشات.
في سنة 1926م شنت «نبوية موسى» هجوماً قاسياً على وزارة المعارف وعلى الوزير مطالبة بتعديل برامج الوزارة، وقصر عمليات التفتيش في مدارس البنات على النساء فقط دون الرجال أو حتى النساء الأجنبيات (الغربيات). ولما لم تجد نبوية جدوى من شكواها قررت تصعيد المسألة إلى الرأي العام المصري؛ فكتبت في جريدة السياسة اليومية مقالاً تحت عنوان «نظام تعليم البنات في إنجلترا ومصر». يكن الوزارة لم تستجب لمطالب نبوية، وأصرت الأخيرة على موقفها على ذلك أصدر علي ماهر قراره بإيقاف نبوية موسي من الخدمة وصدر القرار بفصلها من عملها بالمدارس الحكومية، لكن القضاء أنصفها وأعاد لها اعتبارها، وقرر أن تدفع لها وزارة المعارف مبلغ خمسة آلاف وخمسمائة جنيه تعويضًا لها عن قرار فصلها من الخدمة. بعدها، انصرفت نبوية موسي منذ إنهاء خدمتها بالمعارف 1926م إلى الاهتمام بأمور التعليم في مدارسها الخاصة فارتفع شأن مدارس بنات الأشراف بالإسكندرية، وأنفقت مبلغ التعويض الذي حصلت عليه من المعارف علي تطويرها فأصبحت من أفضل المدارس بناء وتجهيزاً وإعداداً وإدارة وتعليماً. ثم افتتحت فرعاً آخر لمدارسها بالقاهرة واستمرت أيضاً في تطويره وتوسيعه حتي أصبح مدرسة ومقراً لإدارة جريدتها التي أنشأتها بعد ذلك. وقد أوقفت مبنى مدرسة بنات الأشراف في الإسكندرية وقفا خيريا لوزارة المعارف سنة 1946م.

## أنشطة متنوعة
إلى جانب إدارتها للمدارس قامت نبوية موسى بإنشاء مطبعة ومجلة أسبوعية نسائية باسم الفتاة، كما شاركت في كثير من المؤتمرات التربوية، ولها بعض المؤلفات الدراسية التي قررتها وزارة المعارف، وكان لنبوية موسى نشاط اجتماعي كبير من خلال الجمعيات والمؤتمرات النسائية على المستويين المحلي والعالمي. وأيضًا قامت بتأليف رواية تاريخية باسم «توب حتب» أو «الفضيلة المضطهدة»، ونشرت أيضًا في هذه الفترة ديوانها الشعري، وقد عرضت حياتها كاملة في كتاب «تاريخي بقلمي». ومن ضمن الأسباب التي تجعل كتاب «تاريخي بقلمي» جديرًا بالقراءة أيضًا هو أن ملتقى المرأة والذاكرة– الذي قام بنشر هذا الكتاب- قد واجه صعوبات كثيرة في تقديمه للناس، فهو لم يتوفر في المكتبات الأكاديمية اللهم إلا «متحف التعليم في معهد البحوث والدراسات التربوية». شاركت موسى في تأسيس الاتحاد النسائي المصري والعديد من الجمعيات النسوية.

## أفكارها

شعار حزب الاحرار الدستوريين

### سياسة
تبنت «نبوية موسى» العديد من الأفكار السياسية التي كانت أقرب إلى فكر النخبة من حزب الأمة وحزب الأحرار الدستوريين؛ فبالنسبة لنظام الانتخاب الذي هو أساس الليبرالية السياسية النابية، ترفض نبوية موسى بشدة نظام الانتخابات المباشرة التي تعطي 85 % من الأميين حق البت في مسائل ومشكلات عويصة على فهمهم، وتدعو إلى تعديل نظام الانتخابات ليصبح على درجتين. من ناحية أخرى، هاجمت نبوية موسى الحكم الدستوري في مصر موضحة أن الحكومات الدستورية في البلاد العريقة في أصول الدستور قد تقيد البلاد كثيرًا، وكانت تدعو نبوية إلى الحكم الدكتاتوري لأن الوزارات البرلمانية ضعيفة.

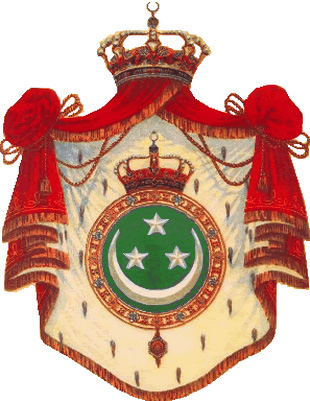
شعار المملكة المصرية

### اقتصاد
أما في الجانب الاقتصادي، فإن نبوية موسى كانت من أنصار حرية المشروع الخاص. ولذلك ذهبت إلى أن تركيز الأعمال في يد الحكومات خطر على مال الدولة وسعادة الشعب، وانتقدت بشدة أسلوب الحكومات في التدخل في الأمور الاقتصادية وإدارة ذمة المشروعات الإنتاجية وقصورها عن تأدية ذلك بالمستوى نفسه، الذي يؤديه أفراد الشعب وجماعاته في أعمالهم الخاصة.

### الشعر
كان الشعر وسيلة نبوية موسى في كسب عطف القصر الملكي ورضائه، شأنها في ذلك شأن كل شعراء العرب مع السلطة السياسية في كل العصور. واتخذت أيضًا نبوية الشعر سبيلًا في دعم مدرستها الخاصة، وذلك كلما وجدت صعوبة واجهتها من جانب أجهزة الدولة.

### المرأة

شعار تمكين المرأة

ربطت نبوية موسى بين تقدم الأمم ووضع المرأة، وذهبت إلى القول بأن تقدم المرأة هو سر تقدم الأمم، وقارنت بين حضارة الرومان المتقدمة وحضارة الهنود المتأخرة؛ وأرجعت ذلك إلى أن الرومانيين كانوا يهتمون بشأن المرأة ويسعون إلى تحريرها، أما الهنود فكانوا يبالغون في استبعادها.
وعن الفروق الطبيعية بين الرجل والمرأة، ذهبت «نبوية موسى» إلى أن الرجال قد غالوا في تعداد الفروق الكثيرة بين الرجل والمرأة حتى كاد الإنسان يظنها نوعين متباينين، مع أن قوانين الطبيعة الثابتة تبين أنه لا اختلاف بين الذكر والأنثى إلا في مسألة التناسل، ودافعت أيضًا «نبوية موسى» عن حق المرأة في العمل، وتساءلت لماذا رضي الرجال للفتاة أن تكون ممرضة ومولدة تخالط الأطباء وتخضع لهم، ويتحكمون فيها ما شاءوا. وتصدت «نبوية موسى» للقول بأن عاداتنا الشرقية لا تسمح للفتاة بالعمل، وطالبت بحق المرأة في العمل؛ لأن المعارضين لعمل المرأة يتجاهلون ما يرونه من حولهم، فالبائعة المصرية تئن تحت عبء ثقيل من الفاكهة والخضروات وتتقاذفها الطرقات، ويتناولها سفهاء لرجال بأنظارهم. فالمرأة في مصر من نظرها تشقى شقاءً حقيقيًا والمصرية ليست ممنوعة من جميع الأعمال الشاقة، وهذا ما يدل على أن المرأة مدفوعة بحكم الضرورة إلى العمل، وعلينا أن نعلمها عملًا مريحًا، فقد قامت بتلك الأعمال الشاقة المتعبة، التي لا تحتاج إلى تعليم فلم تمنع النساء عندنا إلا من الأعمال الراقية فقط التي تحتاج إلى خبرة ودراية ويدفعن إلى العمل الشاق المتعب الذي لا كسب فيه إلا الكفاف. وبالتالي، إن ما كتبته نبوية موسى على مدى تاريخها لا يضعها كرائدة تعليم فقط، بل يفرد لها مكانا واسعا في النهضة النسائية. واصلت نبوية دفاعها عن المرأة في شتى حركتها وصورها كأُمّ أو كعاملة أو كزوجة، ولها مقال مجيد كتبته في الصحيفة التي تجاهلها جميع من بحثوا في تاريخها، وهي صحيفة «البلاغ» الوفدية، والمقال منشور في 19 أغسطس عام 1927، وعنوانه «حماية المرأة». قالت نبوية في مستهل هذا المقال: «ما كنت لأهتم وأنا مصرية أحب بلادى أكثر من حبى لبنات جنسى من النساء بمسألة المرأة والدفاع عن حقوقها لو لم أعتقد أن رقىّ البلاد لا يتم إلا بها وأن الدول إنما ترتفع أو تنحط برفعة المرأة وانحطاطها وهي حقيقة يشهد بها التاريخ في جميع أدواره»، ولكن مع الأسف غابت صورة نبوية الحقيقية عن فضليات النساء الجادَّات في هذا المجال. وكذلك لنبوية ديوان من الشعر يصنفها كأديبة وشاعرة مجيدة، وكذلك لها قصص قصيرة مكتملة كتبتها في عام 1911 تضعها كإحدى رائدات القصة القصيرة، بل كذلك كتبت مسرحية بديعة عام 1932، التي استلهمتها من الحياة المصرية القديمة، وقد تم نشرها في المجلس الأعلى للثقافة في بدايات القرن 21، وفي نهاية المسرحية اختتمت نبوية بمقتطف شعرى يقول:
| نبوية موسى | إن يعق النيل فرد واحد.. فبنوه الغر موفور العدد.. كم بنوا في مصر دورًا للعُلا.. عجز التخريب عنها فقعد.. مصر يا أم المعالى والأُلَى.. هم لأهل الفضل في الدنيا سند | نبوية موسى |

### السفور

عباس محمود العقاد

ذكر العقاد في جريدة آخر ساعة بتاريخ 11 يوليو 1943، أن السيدة نبوية موسى كانت تزور الأستاذ «داود بركات» في صحيفة الأهرام. وأنه جلس معهما في مكتب واحد يتَّسِع في بعض الأحيان لخمسة أو ستة من الزوار. ويضيف بأنه لا يذكر أنها خاضت قطُّ في حديث من أحاديث السياسة التي كانت تشغل الأذهان كلها في تلك الأيام، وإنما كان شاغلها الأكبر حديث الرجل والمرأة في الحياة العامة والخاصة، وكانت تطيل المقارنة بين الرجال والنساء، وتقيم الدليل تلو الدليل على أن الرجل هو أضعف الجنسين عقلًا وأقصرهما باعًا وأقلهما حيلة! ومن أدلتها التي كانت تكررها لإثبات هذا الرأي أن الرجل والمرأة يأكلان الحلوى معًا، ولكن الرجل هو الذي يؤدي الثمن وحده وهو طائع، فلماذا يصنع ذلك لولا أنه هو المخدوع المغلوب الذي يسخَّر لقضاء مآرب المرأة من قديم العصور؟ ويقول أنها لما أكثرت من تكرار هذا الدليل قال لها مرة: بل أقدر من الرجل والمرأة معًا طفلهما الصغير، فردت: وكيف ذلك؟ فقال العقاد لأنهما يعطيانه الطعام ويقدمان له الدواء ويرشوانه بالدراهم أحيانًا ليُقْبل على الأكل والعلاج! فقهقهت نبوية حينما سمعت ذلك وقالت ضاحكةً: «هذا قياس مع الفارق!» كانت تقول نبوية أن أحاديث الرجال «وقلة عقولهم» ؛ لأنهم يقعون في حبائل المرأة، ولا يعرفون لها جمالًا غير جمال الأجسام دون جمال العقول.
ولهذا الإطناب الدائم في العقل ورجاحة العقل ونقصان العقل يدل أن عند نبوية موسى هو كل شيء، وأنها هي أيضًا قد أصبحت عقلًا كلها؛ فلا يهمها الثناء على الوجوه بعد الثناء على الرءوس، ولا تبالي ما تباليه بنات حواء جميعًا من تحية المحاسن وتقريظ الجمال. فما هي إلا أيام حتى كانت السيدة نبوية مرة أخرى بمكتب الأهرام، وكان من زواره في ذلك اليوم الشيخ عبد ربه مفتاح، ودارت المناقشة في الحجاب والسفور، فطال الأخذ والرد بين داود بركات وموسى بغير أمل في الانتهاء إلى نتيجة؛ هي تؤيد السفور وهو بطبيعة الحال يؤيد الحجاب، وقبل أن يهم بالانصراف فاجأها قائلًا: ولكن بعد كل هذا أريد أن أسألك يا سيدة نبوية لمن تطلبين السفور؟ إن كنت تطلبينه لك أنت دون سائر النساء فأنت بحكم الشريعة في حل منه؛ لأن المانع من السفور هنا ممنوع! فاغتصبت ضحكة هازئة، وسكتت عن موضوع الحجاب والسفور هنيهة، ولكنها لم تترك مفتاح ينصرف حتى عادت إلى ذكريات الدراسة الأولى، وبدأت في حكاية يفهم منها بركات أنها — بحكم الشرع — لا يحل لها السفور؛ لأن بعض المفتشين رآها يومًا فأثنى على عينيها، وصافحها فأثنى على جمال يديها، وكانت مناسبة الحديث — أو المقصود من هذه الحكاية كما يقولون — أن بعض المفتشين لا يُؤتَمَنُون على تعليم البنات، ولم تكن المناسبة تصحيحًا للآراء في محاسن العيون والكفوف.
ويقول العقاد، أيقنت في تلك اللحظة أن المرأة هي المرأة وإن بدا لك من لسان حالها ولسان مقالها أنها أزهد الناس في تحية جمال من ألسنة الرجال.

### الحجاب

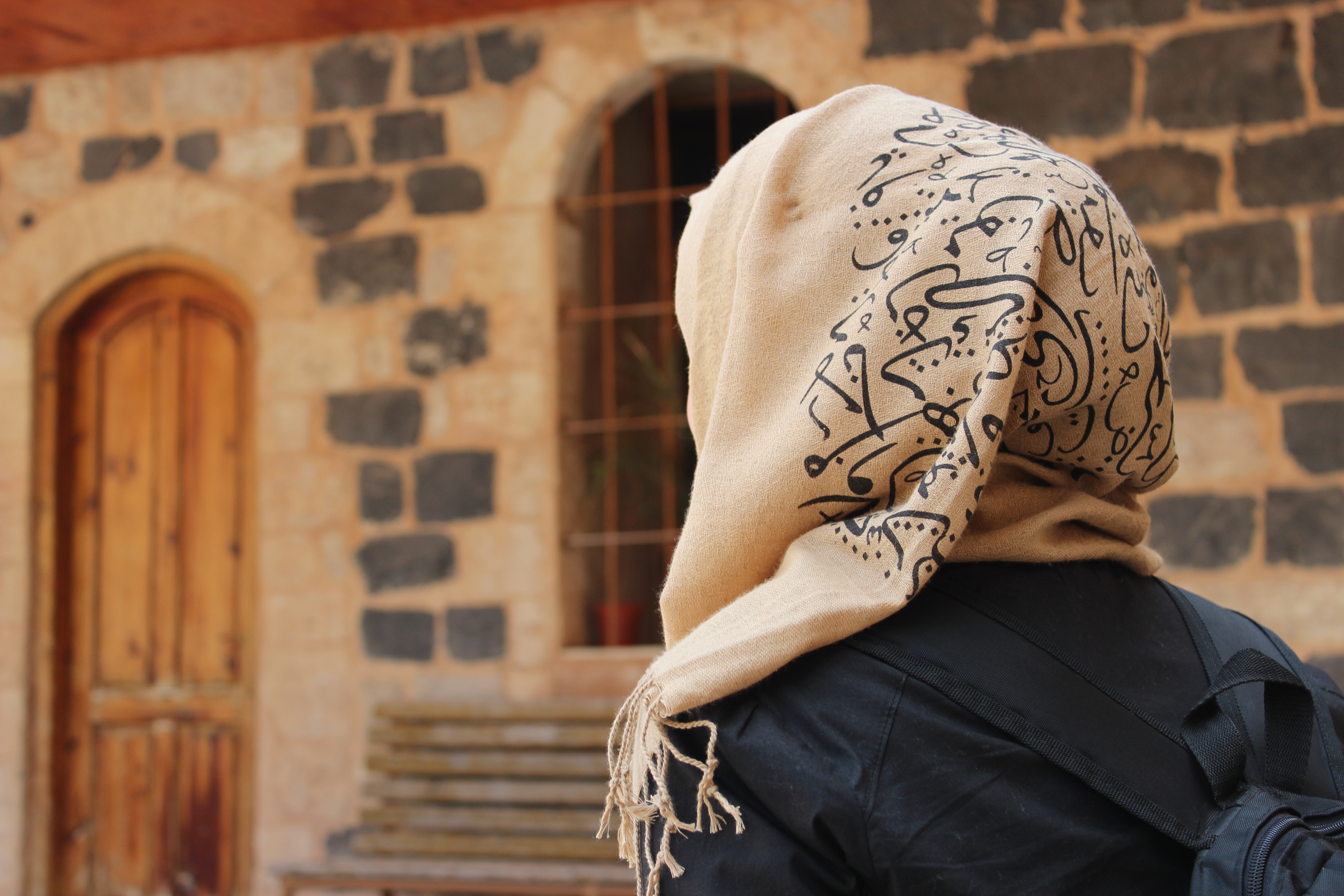
صورة امرأة ترتدي حجابًا

قالت نبوية موسى، إنه لا يمكن أن تقوم المرأة بأعمال نافعة إذا كانت تحت ضغط الحجاب، الذي كان معروفًا فيما مضى، ولهذا لم أضع على وجهي هذا الحجاب، الذي نص عليه الشرع، وبذلك اعتبرت نبوية موسى نفسها من أنصار السفور، لكنها خشيت أن تتكلم فيه أو تدعو إليه أو تعلن أنها من أنصاره فتلقى ما لقيه قاسم أمين من اتهامات بالرغبة في المجون والعربدة والانحلال؛ حيث اعتبر «قاسم أمين» أن أول خطوة في سبيل حرية المرأة هو تمزيق الحجاب ومحو آثاره.

### تعليم البنات
دعت نبوية موسى إلى تشجيع التعليم الأهلي للبنات؛ لأن الأمة لا تنتج إلا إذا كانت نشيطة عاملة، ولا تكون نشيطة مادام نصفها أشل لا حياة فيه، فهو بمعزل عن أعمال الدنيا. أصبحت نبوية موسى من أصحاب المدارس الأهلية عام 1920، وعُرفت مدرستها باسم مدرسة البنات الأشراف، وأصبح لها سمعة وشهرة كبيرة، وأصبحت مصروفاتها أكثر من مصروفات المدارس الأميرية وزاد الإقبال عليها. ثم قررت نبوية موسى أن تمد نشاطها من الإسكندرية إلى القاهرة، وكان لها مبنى مناسب في شارع العباسية ووسعت من هذا المبنى وجعلته لائقًا وزودته بالأدوات التعليمية اللازمة، وبذلك أصبحت مدارس بنات الأشراف في الإسكندرية والقاهرة من أكبر المدارس الأهلية الحرة للبنات في مصر آنذاك. طالبت نبوية موسى بتوحيد مناهج التعليم لكل من البنين والبنات، لأن المرأة كالرجل عقلًا وذكاءً، فما يصح في تنمية عقله يصح أن ينمي عقل المرأة، ويرى إدراكها عند غرس المعارف العمومية وتربية إدراك الأطفال، ولا بأس بعد ذلك أن يستعد كل منهم لعمله الخاص.
واهتمت نبوية اهتمامًا خاصًا برياض الأطفال، ودعت إلى الاهتمام بأدب الأطفال، فالمطالعة لها تأثيرها الحسن في الأخلاق والمعارف، ولهذا كان أفضل المدارس ما اجتهد معلموها في تنمية حب المطالعة والبحث في نفوس الأطفال، ليستفيدوا إذا كبروا ما يغرس في نفوس التلاميذ في حب المطالعة والكتب والولوع بالبحث والكشف عن الحقيقة.

### الزي

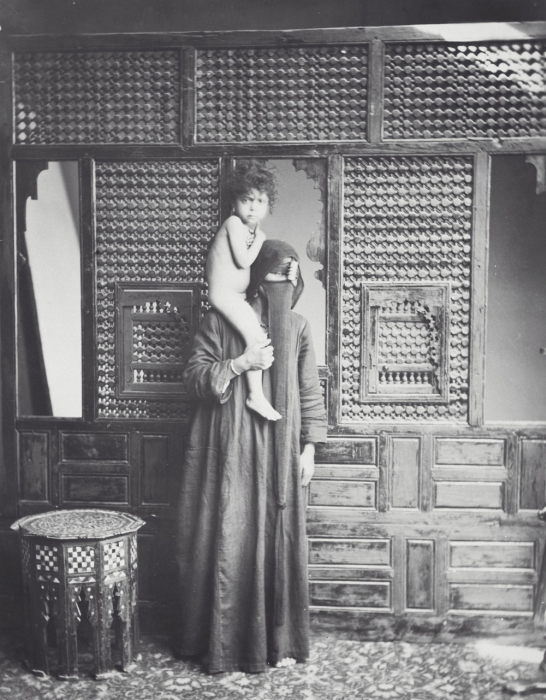
زي المرأة المصرية في بدايات القرن العشرين

ورغم أنّ نبوية كانت مُحافظة في زيها، وظلتْ طوال حياتها تـُغطى شعرها وترتدى الكرافيت الرجالي، وتفضَل اللون الأسود لردائها الخارجي، نجدها تكتب رأيها عن سفور المرأة كما ورد في كتابها «تاريخي بقلمي» قائلة: «أردتُ السفور فلم أكتب عنه، مع إنى قرأتُ كتب المرحوم قاسم أمين وأعجبتُ بها، فالعادات لا تتغير بالقول، لهذا عوّلتُ على أنْ أدعو للسفور بالعمل لا بالقول، فكشفتُ وجهى وكفىّ». ولأنّ المناخ السائد كان لا يزال مناخ الانعتاق من عصور الظلمات، فلم يكن غريبًا ما حدث معها عندما ركبتْ الترام، فسألتها إحدى السيدات: «هوّ إنتى مسيحية؟»

### الصوم
رغم تدين نبوية الشديد، فإنها امتلكتْ جرأة مخالفة أحد الشيوخ في موضوع الصيام، حيث قال إنّ من فوائد الصيام تحسين الصحة. فعارضته في ذلك وكتبتْ: "إنى أومن بكل فوائده الأدبية والدينية. أما أنْ نصوم لتصح أجسامنا فهو ما لا أستطيع أنْ أومن به، لأنّ الغربيين وهم قوم مسيحيون لا يصومون رمضان ومع ذلك فهم أصح أجسامًا منا.

### الزواج
وعن الزواج كتبتْ نبوية: «أنا أكرهه وأعتبره قذارة. وقد صمّمتُ أنْ لا ألوّث نفسى بتلك القذارة». وأضافت: «انصرفتُ عن الزواج بتاتًا. ثم شاء الله أنْ تزداد فكرتى رسوخًا ووضوحًا، فسمعتُ رجلًا يتشاجر مع امرأة في الطريق ويقول لها ما معناه: امرأة مثلك أقضى في جوفها حاجتى. شرحتْ لى تلك الكلمة ما هناك. وكرهتُ أنْ يقف منى رجل ذلك الموقف القذر المُريع. لهذا كنتُ أكره أنْ أسمع (عن) الزواج في شبابي. أما بعد أنْ كبرتُ فقد أصبح مجرد هذا الاقتراح سبة، لا يشتمنى أحد بأقبح منها».
لهذا عاشت وماتت 1951 آنسة بالرغم من أنه تقدم لخطبتها ثلاث عرسان لكل منهم معها قصة:
كان الأول «مأمور في السودان»، عرف عنها من الصحف فأرسل لها خطابا على مدرسة السنية يقول فيه إنه رجل مؤدب لم يخرج عن حدود الأدب يريد فقط الزواج منها وأن تدله على ولى أمرها لأنه لايعرف لها عنوانا. طلبت من شقيقها الرد عليه بالأدب فكتب يقول له «إنك لو رأيت أختى لما تقدمت لها لأنها دميمة الخلقة، اقبل تحياتى وسأكون صديقًا لك» والعريس الثانى، مهندس قرأ محاضراتها التي كانت تحاضرها في الجامعة المصرية فوصلها خطاب منه ومعه صورة له يقول فيه إنه معجب بمقالاتها وإنه يطلب من الله أن يكثر من أمثالها، وأيضا الخطاب إلى شقيقها وهي تقول ضاحكة «لولم يكن هذا الرجل مؤدبًا لعاقبته بإرسال صورتى له».
أما العريس الثالث فكان كمساريًا في السكة الحديد أرسل لها خطابًا على مدرسة المعلمات التي كانت تعمل بها بالإسكندرية طالبًا الزواج منها وأعطاها مهلة 24 ساعة للرد عليه، فاندهشت من جرأته وقالت هذه إهانة لايغسلها إلا الدم.

## تناقض
ففي الوقت التي تتحدث فيه نبوية عن العلمانية مؤكدة أن الدين لله والوطن للجميع نجدها تتناقض مع نفسها بشدة عندما ترفع شعار الدولة الدينية، وتدعو إلى ترسيم الملك فاروق خليفة للمسلمين. وفي الوقت الذي تدعو فيه نبوية موسى إلى تحرر المرأة ترفض بشدة أن يتساوى الفقير بالغني حتى في أبسط الحقوق الإنسانية، كحق الرعاية الاجتماعية للأطفال المشردين وحق التعليم للفقراء. (خدمة وكالة الصحافة العربية).

## إنجازاتها
- أول ناظرة مصرية لمدرسة ابتدائية، ونجحت في نشر تعليم البنات في الفيوم فزاد الإقبال على المدرسة. وعندما افتتحت الجامعة الأهلية المصرية (1908)، انتدبت مع ملك حفني ناصف، ولبيبة هاشم، لإلقاء محاضرات لتثقيف سيدات الطبقة الراقية، كما أنها كانت تقوم بتدريس اللغة العربية للمعلمات الإنجليزيات.
- انضمت لمظاهرة النساء غي 1919 بجانب صفية زغلول وهدي شعراوي.
- افتتحت مدرسة، وأسمتها مدرسة بنات الأشراف الابتدائية الثانوية بالإسكندرية، ثم بالقاهرة، وقد أوقفت مبنى مدرسة بنات الأشراف في الإسكندرية وقفًا خيريًا لوزارة المعارف (1946).
- أصدرت في الإسكندرية مجلة باسم «ترقية الفتاة» في يونيو (1923)، ثم أنشأت مطبعة ومجلة نسائية باسم «الفتاة» في أكتوبر (1937)، وتوقفت عن الصدور عام (1943)، وكانت من قبل ومن بعد تنشر مقالاتها في الصحف مثل «المؤيد»، وجريدة «مصر الفتاة».
- مثّلت مصر مع هدى شعراوي وسيزا نبراوي في المؤتمر النسائي الدولي بروما (1920)، وأثار ذلك خصومها فتم نقلها إلى القاهرة بوظيفة كبيرة مفتشات.
- أطلق اسمها على إحدى المدارس الثانوية التجريبية للبنات في مدينة الإسكندرية.[21]
- شاركت موسى في تأسيس الاتحاد النسائي المصري.
- حصلت على الشهادة العليا من مدرسة الحقوق.

## إنتاجها الشعري
قامت نبوية بديوان شعري عنوانه: «ديوان السيدة نبوية موسى»، مطبعة مجلة الفتاة، القاهرة، مايو 1938.

### عناوين القصائد
في ديوان نبوية موسى قصائد عدة منها:
- أبطال مصر| نبوية موسى | يـا مـصرُ يـا فخرَ الـمدائن والقـــــــرى كـم لجّ دهـرك فـي العـنـــــــاد وأكثرا! يـا أمّ «آمـونٍ» غدوت بحــــــــــــــاجةٍ لـذكـائه الـمخبـوء فـي جـــــــوف الثّرى | نبوية موسى |

- ذكرى
- في رثاء الإمام محمد عبده[21]

| نبوية موسى | أعـيـدوا ثنـاءَ النّابـهـيـن وجــــــدّدوا مآثرهـم مـا دام فـي الشّرق مـــــــــنشدُ فـمـا أبـلـت الأيّامُ آيـاتِ مـجـدهــــــم ولا طـاش سهـمٌ صـوّبــــــــــــوه وسدّدوا | نبوية موسى |

## مؤلفاتها
- كتاب مدرسي بعنوان: «ثمرة الحياة في تعليم الفتاة»
- «المرأة والعمل»، القاهرة 1939.[22]
- «تاريخي بقلمي»، منشورات المرأة والذاكرة، القاهرة 1999.[23]
- العديد من المقالات التي تناولت قضايا تعليمية واجتماعية وأدبية، نشرتها صحف عصرها.[21]
- قصائد في رثاء زعماء الأمة العربية، وشخصياتها البارزة، وتحتل ثورة سعد زغلول (1919) بأحداثها وزعمائها مساحة غير قليلة من ديوانها. وصفت شعرها في مقدمة ديوانها قائلة: «وتكاد قصائدي تكون مجمل تاريخ لأول أدوار تعليم البنات في مصر، وقد ضمّنتها جزءًا عظيمًا مما كان في الحركة الوطنية... لهذا أقول: إن ديوان أشعاري - إن جاز لي أن أسميه كذلك - ليس كدواوين الشعراء كله خيال، بل هو تاريخ إجمالي للحركة الوطنية والنهضة النسائية في مصر».[21]

## وفاتها
توفيت نبوية موسى في 30 إبريل 1951 تاركة سجلا حافلا بالذكريات واستحقت عن جدارة لقب رائدة تعليم الفتيات المصريات. شاركت موسى في تأسيس الاتحاد النسائي المصري والعديد من الجمعيات النسوية.

## قالوا عنها
تذكر الكاتبة الدكتورة نوال السعداوي في مذكراتها «أوراق حياتي»،  لمحة من طباع «الناظرة» «نبوية موسى»، التي كانت هي تلميذة في مدرستها فقالت: كانت التلميذات يطلقن على الناظرة نبوية موسى “بعبع أفندي” في طابور الصباح، أراها تمشي بخطوة تشبه مس هيمر، ترتدي تايير أسود، وجوربًا طويلا أسود، تيربون أسود، عيناها سوداوان مملوءتان سوادًا.. كانت تفرض علينا نحن التلميذات ارتداء هذا السواد من قمة رؤوسنا حتى أخمص القدمين… مطّت خالتي هانم شفتيها: نبوية موسى لازم عانس زي طنط فهيمة وعاوزة كل البنات يبقوا عوانس زيّها…).
أما الدكتور محمد أبو الإسعاد، فجاء كتابه ينطوي على كثير من التناقضات، فهو يذكر بأن نبوية موسى فصلت في بداية حياتها من إحدى المدارس التي كانت تعمل فيها، وذلك تبعا لعدة دسائس قد وصلت إلى الإدارة التعليمية، وكانت كل الدسائس تقول بأنها ليست معلّمة فقط، بل إنها تعمل بالسياسة والعمل الوطني، والذي صدّق على ذلك الفصل، المستشار الإنجليزي دوجلاس دنلوب، في أعقاب أن اتهمتها الناظرة الإنجليزية لمدرسة المعلمات السنية، لأنها تقرض الأشعار الوطنية، وتكتبها في مذكراتها، ورغم ذلك فنجد الدكتور “أبو الإسعاد” يتهمها بأنها كانت ممالئة للإنجليز، ويسعى إلى تغليظ الاتهامات، فيقول بأنها كانت طائفية، وتتحدث عن قلة الفتيات المسلمات في المدارس، أمام الفتيات المسيحيات، ثم يتهمها بأنها كانت ضد حزب الوفد، وتعاونت مع القصر الملكي لحياكة مؤامرات ضده عام 1937، وكانت تكتب الشعر من أجل تحقيق مصالحها.